# Ametisztpiton
Az ametisztpiton vagy bozótpiton (Simalia amethistina, korábban Morelia amethistina) a hüllők (Reptilia) osztályának pikkelyes hüllők (Squamata) rendjébe, ezen belül a pitonfélék (Pythonidae) családjába tartozó faj.

## Előfordulása
Megtalálható Indonéziában (Maluku-szigetek, Timorlaut-szigetek, Banda, Kai-szigetek, Aru-szigetek, Misool, Selawati, Nyugat-Új-Guinea legnagyobb részén, valamint Geelvink Bay számos szigetén), Pápua Új-Guineában (beleértve az Umboi-szigetet, a Bismarck-szigetvilágot, a Trobriand-szigeteket, a d'Entrecasteaux-szigetektől a Rossel-szigetig, és a Louisiade-szigetvilágot) és Ausztráliában (a Torres-szoros néhány szigetén, az északi York-foki-félszigeten déli részén, beleértve az Atherton-fennsíkot, valamint a Nagy-Vízválasztó-hegység keleti dombjain).
Ausztrália legnagyobb kígyója, népszerű a terraristák körében.

## Megjelenése
Egészen kivételes méretű: egyes becslések szerint a 8,5 méteres hosszúságot is elérhetik, de már egy 5 méteres is nagynak számít. Viszonylag karcsú testű, mint családjának sok más tagja. Nevét irizáló, kissé fémesen csillogó színéről kapta, mely a ráeső fénytől függően, mozgás közben ametiszt-színben játszik.
|  |  |

## Életmódja
Mint minden más boid faj, a nem mérges fajok közé tartozik, áldozatait fojtással öli meg.